# Liste der Weihbischöfe im Ermland
Die folgenden Personen waren Weihbischöfe im Bistum bzw. Erzbistum Ermland:
- 1415–1416 Jan Kaldeborn
- 1498–1532  Johann Wilde (auch Jan Wilde)
- 1570–1579 Martin Cromer (Koadjutor)
- 1584–1589 Andreas Báthory (Koadjutor)
- 1624–1646 Michał Działyński
- 1648–1665 Wojciech Pilchowicz, Titularbischof von Hippos
- 1666–1689 Tomasz Ujejski SJ
- 1695–1710 Kazimierz Benedykt Leżeński, OCist
- 1710–1713 Stefan Wierzbowski, Titularbischof von Dardanus
- 1713–1729 Jan Franciszek Kurdwanowski SJ
- 1730–1746 Michał Remigiusz Łaszewski, Titularbischof von Macri
- 1765–1798 Karl Friedrich Freiherr von Zehmen, Titularbischof von Lete
- 1800–1837 Andreas Stanislaus von Hatten, Titularbischof von Diana, danach Bischof von Ermland
- 1840–1841 Joseph Ambrosius Geritz, Titularbischof von Abdera, danach Bischof von Ermland
- 1844–1852 Franz Großmann, Titularbischof von Amyzon
- 1852–1873 Anton Frenzel, Titularbischof von Areopolis
- 1901–1916 Eduard Herrmann, Titularbischof von Cybistra
- 1967–1972 Józef Drzazga, Titularbischof von Siniandus, danach Bischof von Ermland
- 1967–1982 Jan Wladyslaw Obłąk, Titularbischof von Abbir Maius, danach Bischof von Ermland
- 1969–2004 Julian Andrzej Antoni Wojtkowski, Titularbischof von Murustaga
- 1982–1992 Wojciech Ziemba, Titularbischof von Falerone, danach Bischof von Elk, seit 2006 Erzbischof von Ermland
- 1989–1992 Józef Wysocki, Titularbischof von Praecausa, danach Weihbischof in Elbląg
- 1994–2014 Jacek Jezierski, Titularbischof von Liberalia, danach Bischof von Elbląg
- seit 2018 Janusz Ostrowski, Titularbischof von Caltadria

Siehe auch:
- Liste der Bischöfe von Ermland
- Liste der römisch-katholischen Titularbistümer